# Jean Racine
Jean Racine (La Ferté-Milon, 1639. december 22. – Párizs, 1699. április 21.) francia író, drámaíró.
A franciák nagy századának (Grand Siècle) klasszicista drámaírója Pierre Corneille és Molière mellett.

## Életpályája
Vidéki kishivatalnoki családból származott, korán árvaságra jutott. Rokoni kapcsolatok révén a janzenista Port-Royal kolostorban nevelkedett. A janzenisták üldöztetése közepette iskolája többször is költözködött. Hamar kitűnt az iskolában szónoki tehetségével, ezért tanárai jogi pályára szánták. Racine azonban hamar állást vállalt, s belekerült a párizsi fiatalok bohém életébe, korcsmákba járt, ahol gyakran hallgatta Rabelais, Marot, Boccacio vidám történeteit. A hagyomány szerint összebarátkozott kortárs írókkal, köztük La Fontaine, Molière, Boileau. La Fontaine, a nagy mesélő feleségéhez távoli rokonság is kötötte. Korán elkezdett drámákat írni, de első darabjait visszautasították, nem adták elő.
Első kudarcélményei arra ösztönözték, hogy magának egy jó papi állást teremtsen, de ez a próbálkozása nem sikerült, így egy év múltán ismét az irodalom területén próbált kitűnni. 1663-ban kapóra jött neki, hogy XIV. Lajos francia király, „a Napkirály” („Le Roi-Soleil”) betegségből való felépülése alkalmából az irodalmi alap gondozója felszólította a költőket, írjanak e nagy öröm hatása alatt egy szép költeményt. Racine ünnepi ódája is felkeltette a figyelmet, a király mellett a kegyosztót is dicsérte, melynek hatására az ő neve is felkerült az évjáradék-listára.

## Drámaírói munkássága
Kezdetben Molière színházában kerültek előadásra drámái, először A testvér-ellenfelek (La Thébaïde ou les Frères ennemis) 1664-ben, amely a görög drámák nyomán az Antigoné témát dolgozta fel. E dráma előadásának sikere a közepes színvonalat sem érte el, viszont a következő esztendőben, 1665-ben Nagy Sándorról írt regényes drámájával hatalmas sikert aratott. Tipikus szalondráma, mely nem a közönséget viszi el az ókori Indiába, hanem a legendás hősöket hozza el a Szajna partjára. A verses dráma sorai zenét árasztanak, a nyelv és a dráma szerkezete egységet alkot, mintegy kezdte megtalálni saját egyéni stílusát Racine.
Racine Nagy Sándor c. darabját hamarosan átvitte a király színészeihez, a Bourgogne-palotában játszó társulathoz. Vitte Molière színigazgatótól nemcsak a darabot, hanem a darab női főszereplőjét, Thérèse Du Parc színművésznőt is, akivel élettársi kapcsolatot létesített. Szinte természetes, hogy Molière ezek után nem állt többé szóba Racine-nal, holott korábban becsülte a fiatal Racine drámaírói képességeit.
Thérèse Du Parc színésznőnek írta Andromaché c. drámáját, nagy siker közepette mutatták be a Louvre-kastélyban 1667-ben. A következő évben barátai kérésére és biztatására Arisztophanész Darazsak c. komédiájának hatására Racine is írt egy vígjátékot A pereskedők címen. A darabot még 1668-ban többször is bemutatták, legnagyobb sikert Versailles-ban aratott. A király és közvetlen környezete felszabadultan szórakozott a vígjáték komikus karakterein, s azokon a mulatságos szituációkon, melyekbe belesodródtak. Az 1660-as, 1670-es években Racine alkotói ereje teljében volt, legsikeresebb és legérettebb drámáit ebben az időszakban alkotta, a közönség körében talán még az is előnyére vált, hogy arcvonásai hasonlatosságot mutattak a Napkirályéval, a róla készült korabeli portréfestmények is igazolni látszanak ezt a feltevést.
Sikerei miatt Molière, de főleg Pierre Corneille hívei körében számos irigye akadt, megindultak az irodalmi “pengeváltások”, sőt dehonesztáló mendemondákkal is igyekeztek jó hírnevét befeketíteni, amikor 1668-ban Thérèse Du Parc színésznő mérgezés következtében meghalt, Racine-t is bűnösnek vélték, a színésznő családja nyíltan megvádolta. A művésznő csakugyan mérgezés következtében halt meg, de Racine bűnrészessége utólag sem igazolódott.
Egy év múlva, 1669-ben Racine már a Bourgogne-társulat következő vezető színésznőjébe, Champmeslébe szeretett bele, mellette élte át a szerelmi szenvedély és a féltékenység kínjait, amelyek aztán elkövetkező drámáiban is nagy szerepet játszanak. Természetes, hogy ebben az időszakban került legtávolabb régi janzenista tanáraitól, attól a vallásos világnézettől, amelyet tőlük az apátságban elsajátított, nyíltan is ellenük fordult, teljesen a királyi udvar miliőjének vonzásában élt, ebben a miliőben születtek legnagyobb drámái, amelyeket sorozatosan mindig nagy sikerrel adtak elő.
1667-től 1674-ig bezárólag szinte minden évben ír egy sikeres drámát. Ezután két év maradt ki, 1675-1676, majd 1677-ben jelentkezett életének legjelentősebb drámájával, a Phaedra cíművel. Ez idő tájtól Jean Racine és XIV. Lajos király kapcsolata elhidegült. Racine visszavonult az udvartól, példás családi életet élt és történetírói munkásságot folytatott, míg nem 1689-ben és 1691-ben egy-egy igen figyelemre méltó vallásos drámával jelentkezett, az Eszterrel és az Atáliával. Élete végén kibékült fiatal korának tanító mestereivel, a janzenistákkal, a janzenisták nagyra értékelték Racine Phaedra c. drámáját. Racine meghagyta, hogy a Port-Royalban temessék el. Ott el is temették 1699-ben, majd 1711-ben földi maradványait több más hírességével együtt (pl. Pascal) a Saint-Étienne-du-Mont templomban helyezték el. A janzenisták üldöztetése, szétszórása miatt változtatták meg Jean Racine nyughelyét, ezzel mintegy szimbolikusan a katolikus abszolút monarchiához tartozónak ítélve őt, holott épp a janzenizmus és az abszolút monarchia berendezkedésének morális elemzése tette őt Franciaország nagy drámaírójává.

## Jean Racine hatása Franciaországban
Jean Racine drámái Franciaországban mind a mai napig népszerűek.

## Jean Racine hatása Magyarországon
Magyarországon későn kezdték megismerni, az Andromaché 1856-ban jelent meg magyarul. Többi drámáját majd csak a 19. század végén kezdték fordítani és játszani. Meg kell jegyezni, igen ritkán került színpadra. Gyulai Pál elemezte Racine drámáit és ismertette meg a magyar közönséggel. Összes drámáit magyarul 1963-ban adták ki jeles fordítók tolmácsolásában. Életrajza és Phaedra c. drámája olvasható a Magyar Elektronikus Könyvtárban.

## Drámái

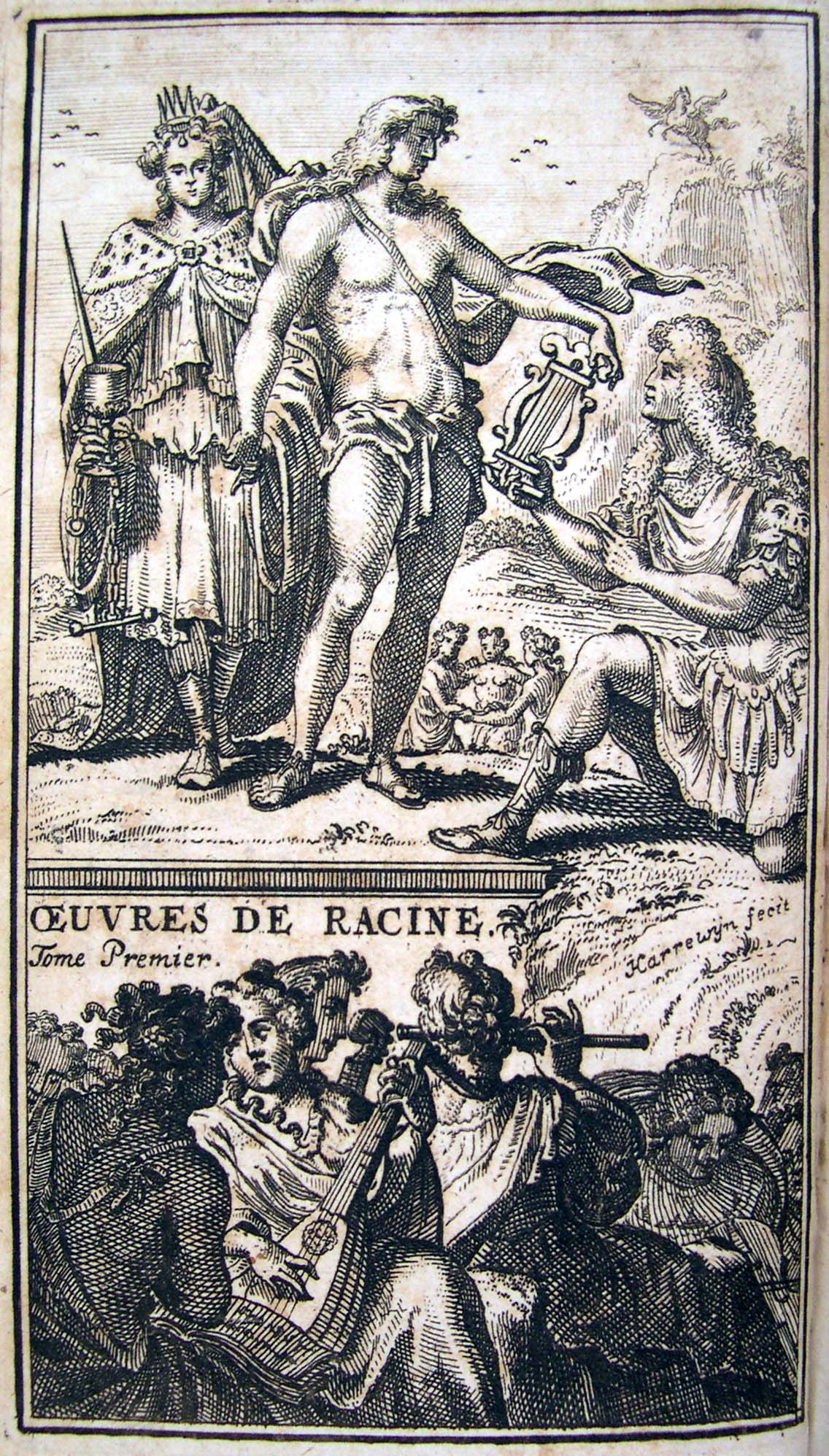
Jean Racine művei. 1. köt. Címoldal, Brüsszel, 1700.

- A testvér-ellenfelek (La Thébaïde ou les Frères ennemis), bemutatva 1664. június 20. Petit-Bourbon palota (Ford. Jékely Zoltán)
- Nagy Sándor (Alexandre le Grand), bemutatva 1665 december 4. Théâtre du Palais-Royal (Ford. Rába György)
- Andromaché (Andromaque), bemutatva 1667 november 17. Louvre-palota (Ford. Szabó Lőrinc)
- A pereskedők (Les Plaideurs), bemutatva 1668 november. Bourgogne-palota[3] (Ford. Illyés Gyula)
- Britannicus, bemutatva 1669 december 14. Bourgogne-palota (Ford. Kálnoky László)
- Berenice (Bérénice), bemutatva 1670 november 21. Bourgogne-palota (Ford. Vas István)
- Bajazid (Bajazet), bemutatva 1672 január 5. Bourgogne-palota (Ford. Nemes Nagy Ágnes)
- Mithridates (Mithridate), bemutatva 1673 január 13. Bourgogne-palota (Ford. Molnár Imre)
- Iphigenia (Iphigénie), bemutatva 1674 augusztus 18.Versailles-i kastély (Ford. Kardos László)
- Phaedra (Phèdre), bemutatva 1677 január 1. Bourgogne-palota (Ford. Somlyó György)
- Eszter (Esther), bemutatva 1689 január 26. Saint-Cyr-i leánynevelő intézet (Ford. Jékely Zoltán)
- Atália (Athalie), próbája[4] bemutatva minden kosztüm és díszlet nélkül 1691. január 5. Saint-Cyr (Ford. Rónay György)

## Magyarul

### 1919-ig
- Mitridates. Szomorújáték; ford. Zechenter Antal; Landerer, Pozsony, 1781
- Phaedra. Tragoedia; ford. Horváth Döme; Szilády Ny., Kecskemét, 1851
- Andromache. Tragoedia öt felvonásban; ford. Zilahy Imre; Wittich, Marosvásárhely, 1866
- Phaedra. Szomorújáték; ford. Farkas Albert; Kisfaludy-Társaság, Pest, 1872 (Racine színművei)
- Bajazet. Szomorújáték; ford., életrajz Paulay Ede; Kisfaludy-Társaság, Pest, 1872 (Racine színművei)
- Iphigenia. Szomorújáték; Kisfaludy-Társaság, Pest, 1875 (Racine színművei)
- Athalia. Tragoedia; ford. Csiky Gergely; Csanád-Egyházmegyei Ny., Temesvár, 1877
- Britannicus. Szomorújáték; ford. Zoltán Vilmos; Gross, Győr, 1898 (Egyetemes könyvtár)
- Phédra. Szomorújáték; ford. Ábrányi Emil; Lampel, Bp., 1901 (Magyar könyvtár)

### 1920–1944
- Phédre. Cid; ford. Radó Antal, bev. Hevesi Sándor / Racineː Andromache; ford. Ábrányi Emil, Benedek Marcell; Franklin, Bp., 1930 (Élő könyvek. Külföldi klasszikusok)
- Eszter. Tragédia; ford. Bencze László; Zsidó Gimnázium Barátainak Egyesülete, Debrecen, 1941
- Berenice. Tragédia; ford. Benedek Marcell; Új Idők, Bp., 1943

### 1945–
- Athalia. Tragédia; ford. Kosztolányi Dezső, bev. Komlós Aladár; Budapest Irodalmi Intézet, Bp., 1947 (Új könyvtár)
- Fédra. Tragédia; ford., tan. Mészöly Gedeon; Hírlapkiadó, Szeged, 1949 ("Nép és nyelv" különnyomatai)
- Racine összes drámai művei; szerk., bev. Illyés Gyula, jegyz. Csatlós János; Franklin, Bp., 1950
- Phaedra. Tragédia; ford. Somlyó György, utószó Süpek Ottó, jegyz. Csatlós János; Új Magyar Kiadó, Bp., 1956 (Világirodalmi kiskönyvtár)
- Berenice. Tragédia; ford. Vas István, utószó Lakits Pál; Európa, Bp., 1962
- Jean Racine összes drámái; szerk. Katona Tamás, ford. Illyés Gyula et al., utószó, jegyz. Mihályi Gábor; Magyar Helikon, Bp., 1963 (Helikon klasszikusok)
- Corneille–Racineː Klasszikus francia drámák; ford. Illyés Gyula et al., bev. Hubay Miklós; Európa, Bp., 1964 (A világirodalom klasszikusai)
- Királyok, hősök, doktorok. Francia drámák Kálnoky László fordításában. Corneille. Molière. Racine. Victor Hugo; Magvető, Bp., 1987
- Atália. Tragédia öt felvonásban; ford. Szálinger Balázs, társford. Bánföldi Tibor; Nemzeti Színház, Bp., 2009 (Nemzeti Színház színműtár)

## Galéria

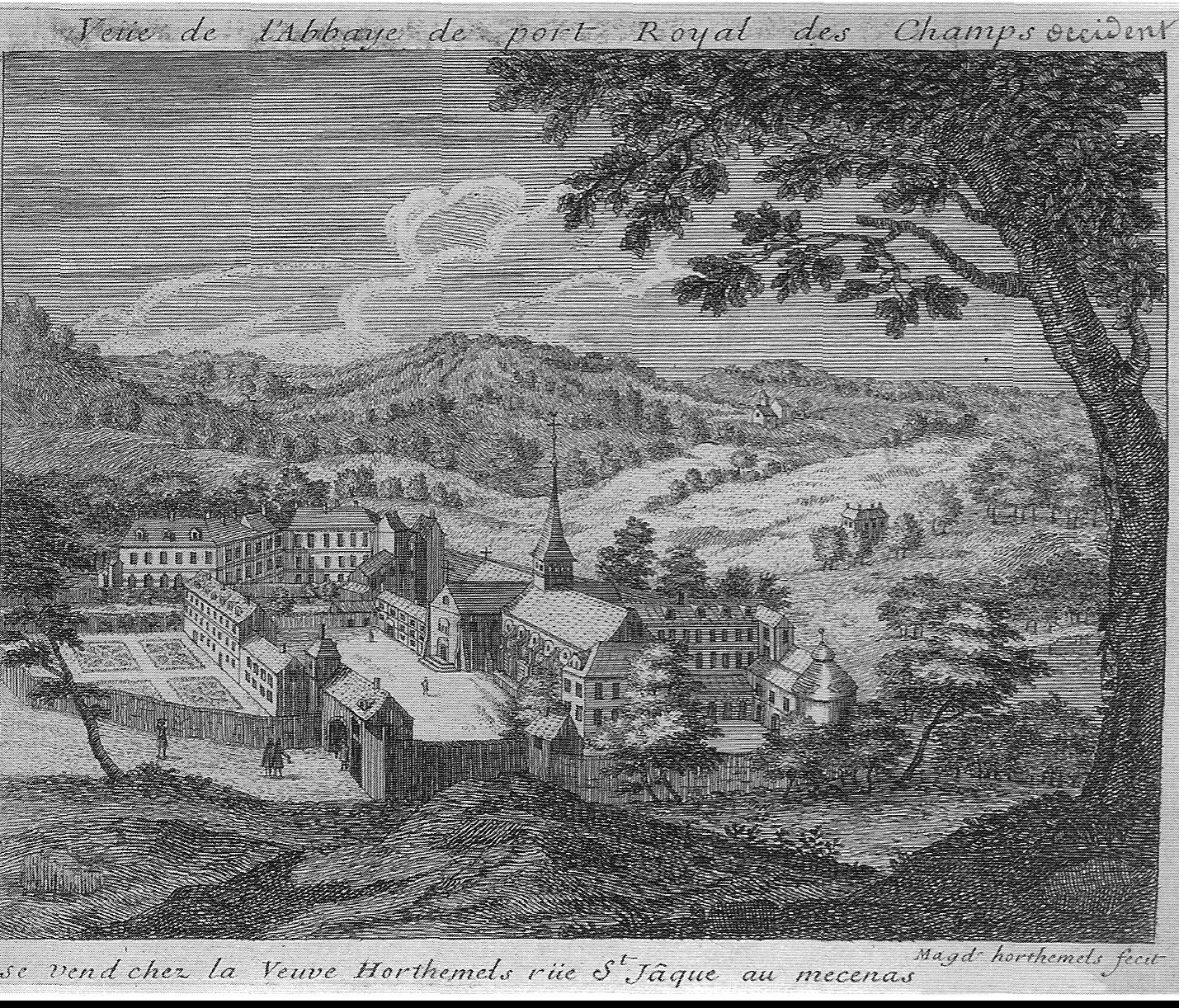
Port-Royal-des-Champs apátság látképe, grafika (XVII. század)
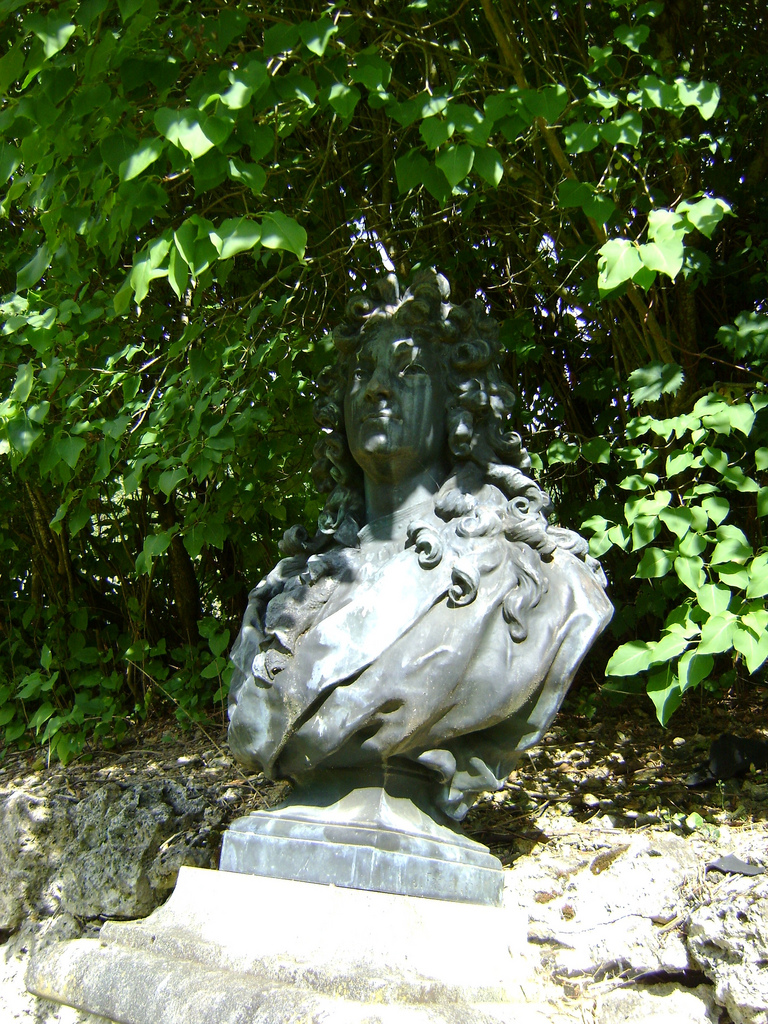
Emlék Jean Racine tiszteletére a Port-Royal-des-Champs-ban, 1899
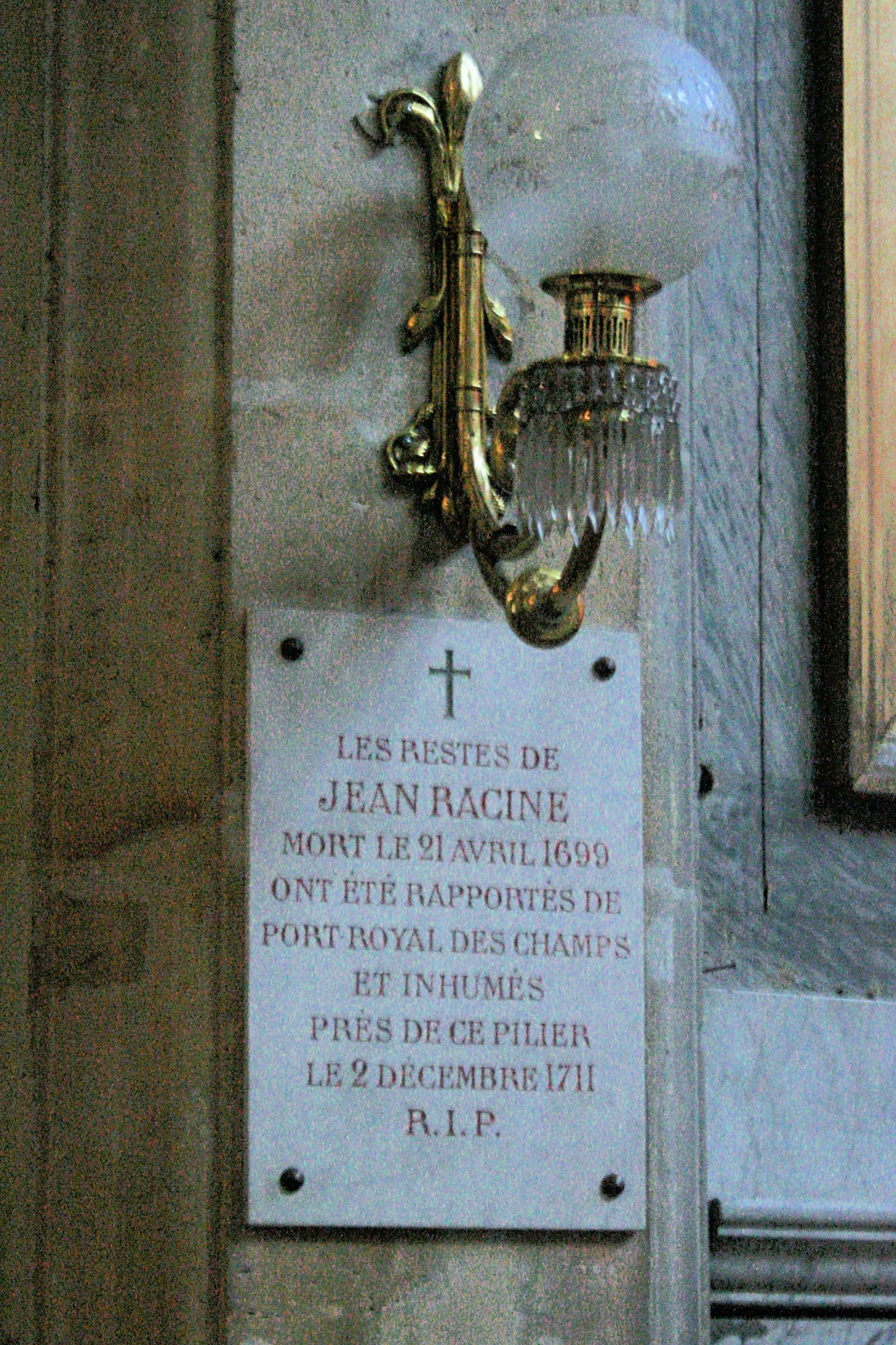
Racine emléktáblája[6] a Saint-Etienne-du-Mont templomban, Párizsban
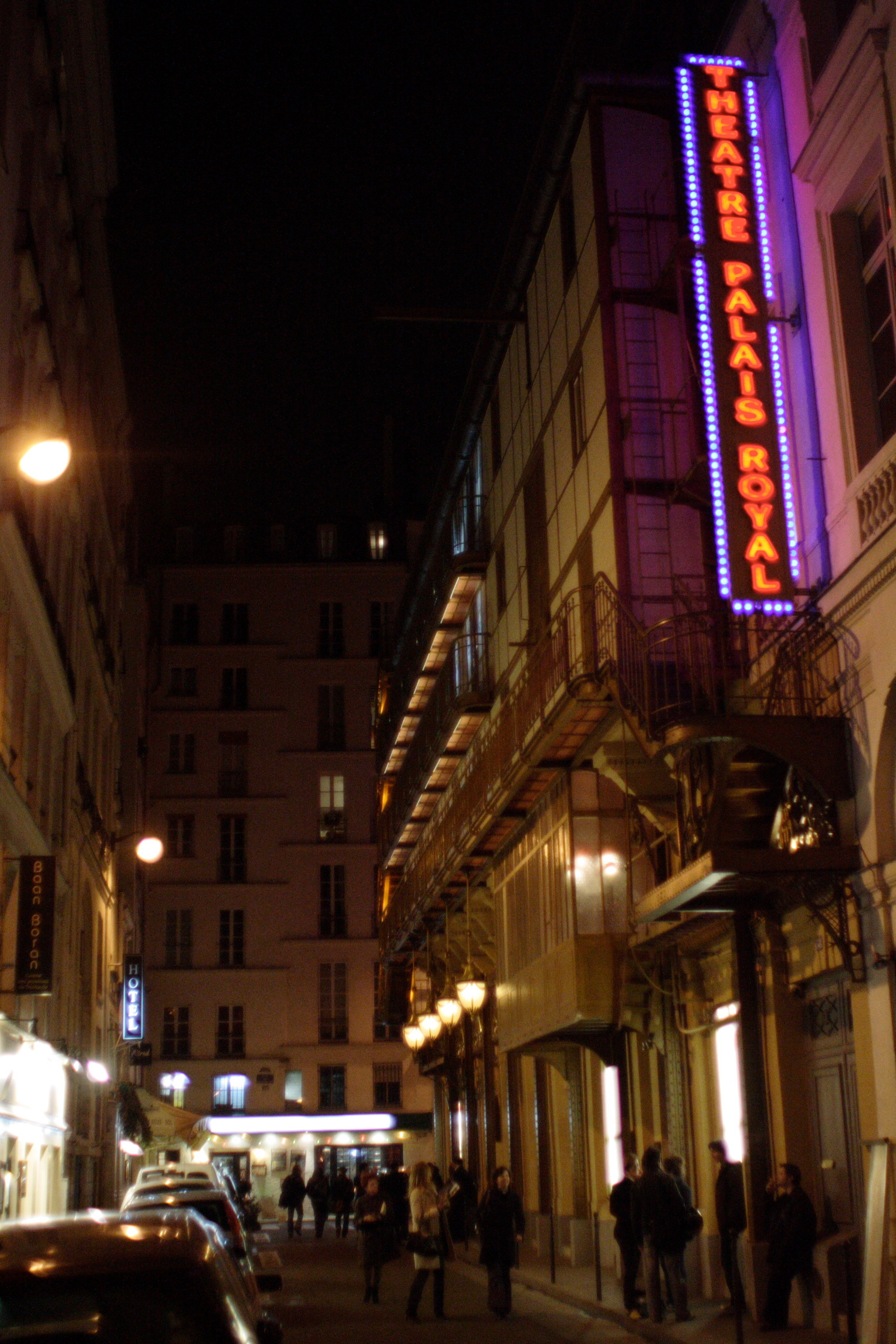
Királyi Palota-Színház Párizsban, napjainkban
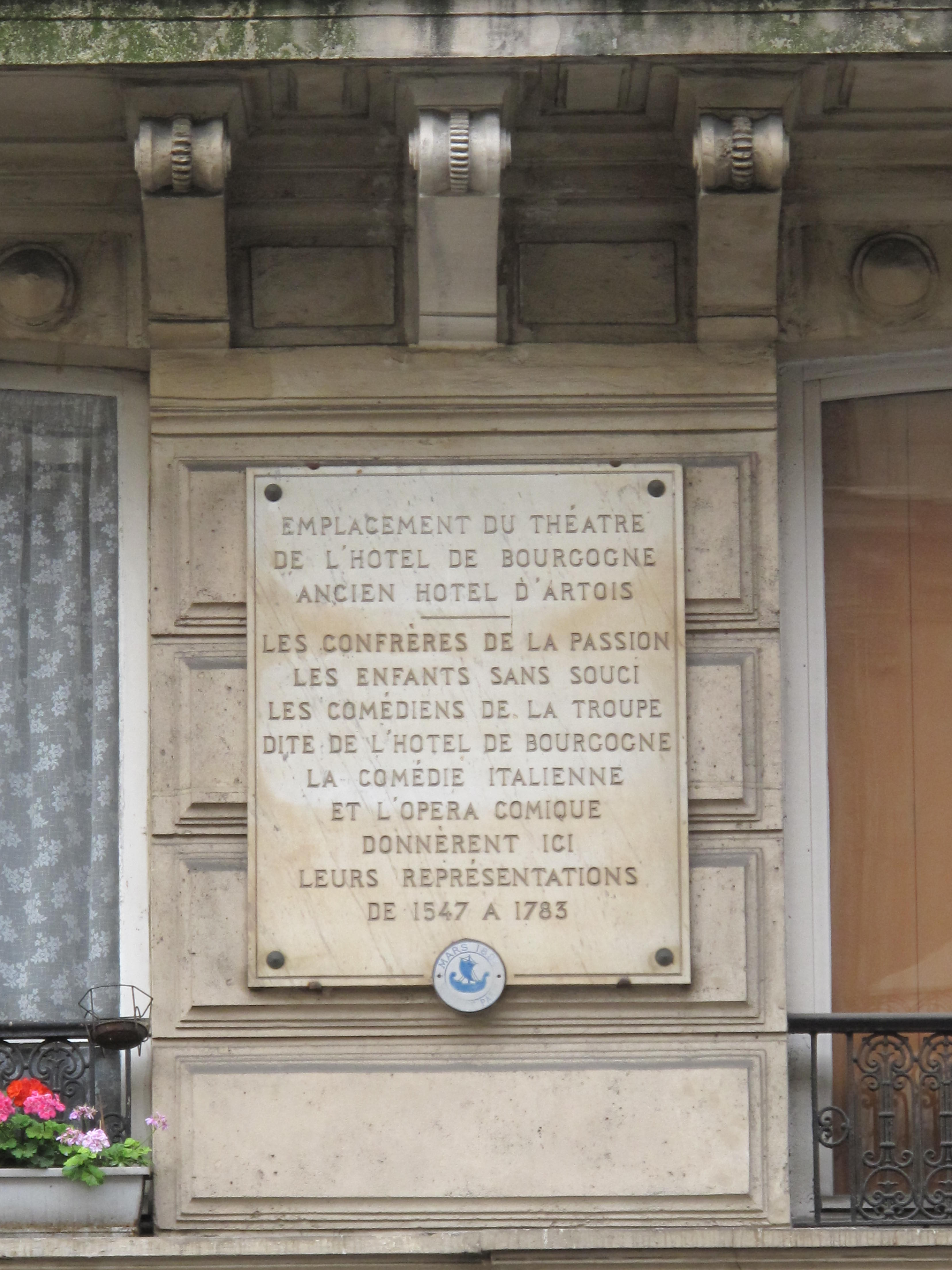
Hotel de Bourgogne emléktáblája, Párizs, I. ker. Étienne Marcel utca 29.
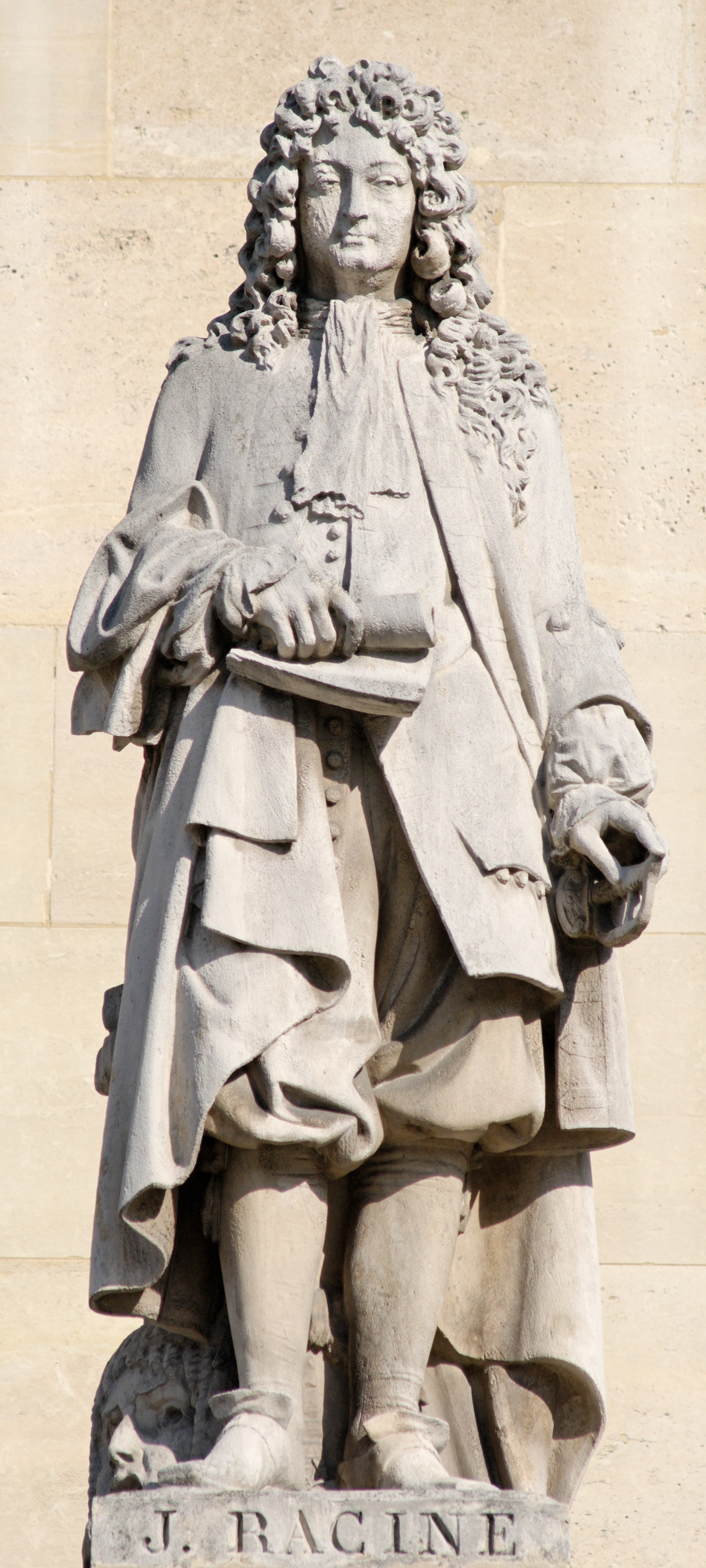
Racine szobra Párizsban, 1853 előtti
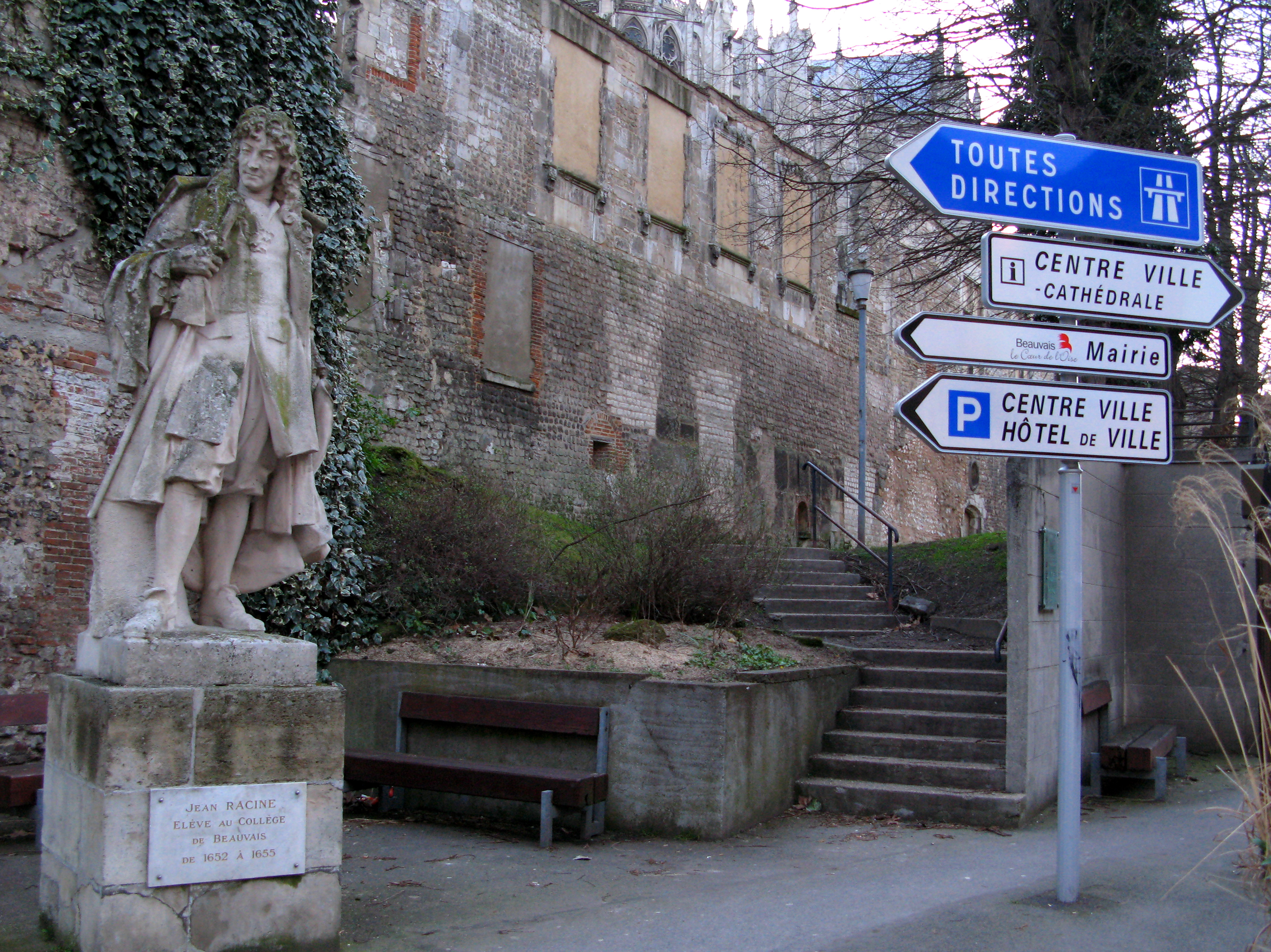
Racine szobra a pikárdiai Beauvais városban
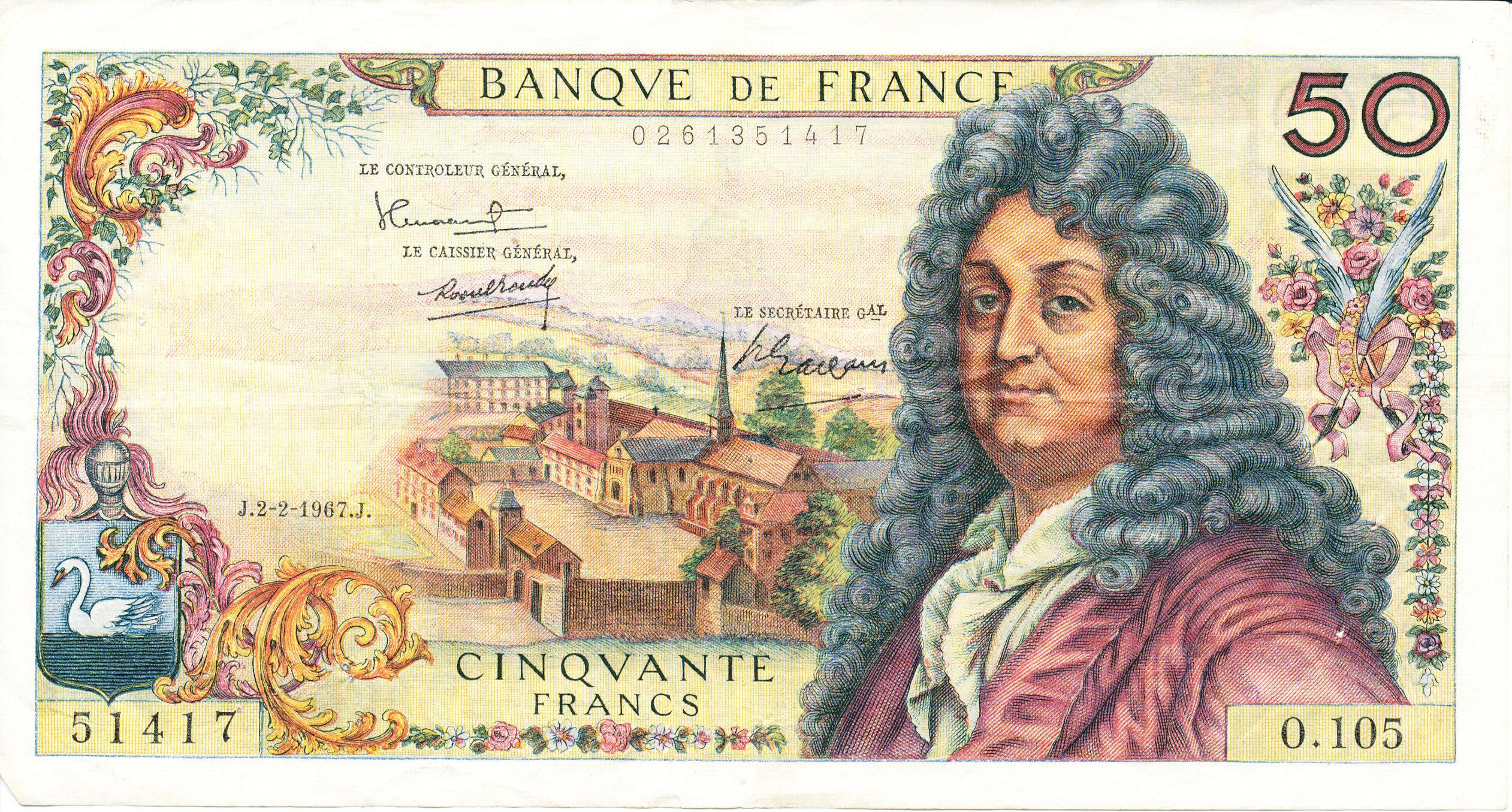
Francia 50 frankos bankjegy Jean Racine portréjával, a típust 1963 és 1976 között bocsátották ki, mérete 160 x 85 mm volt.
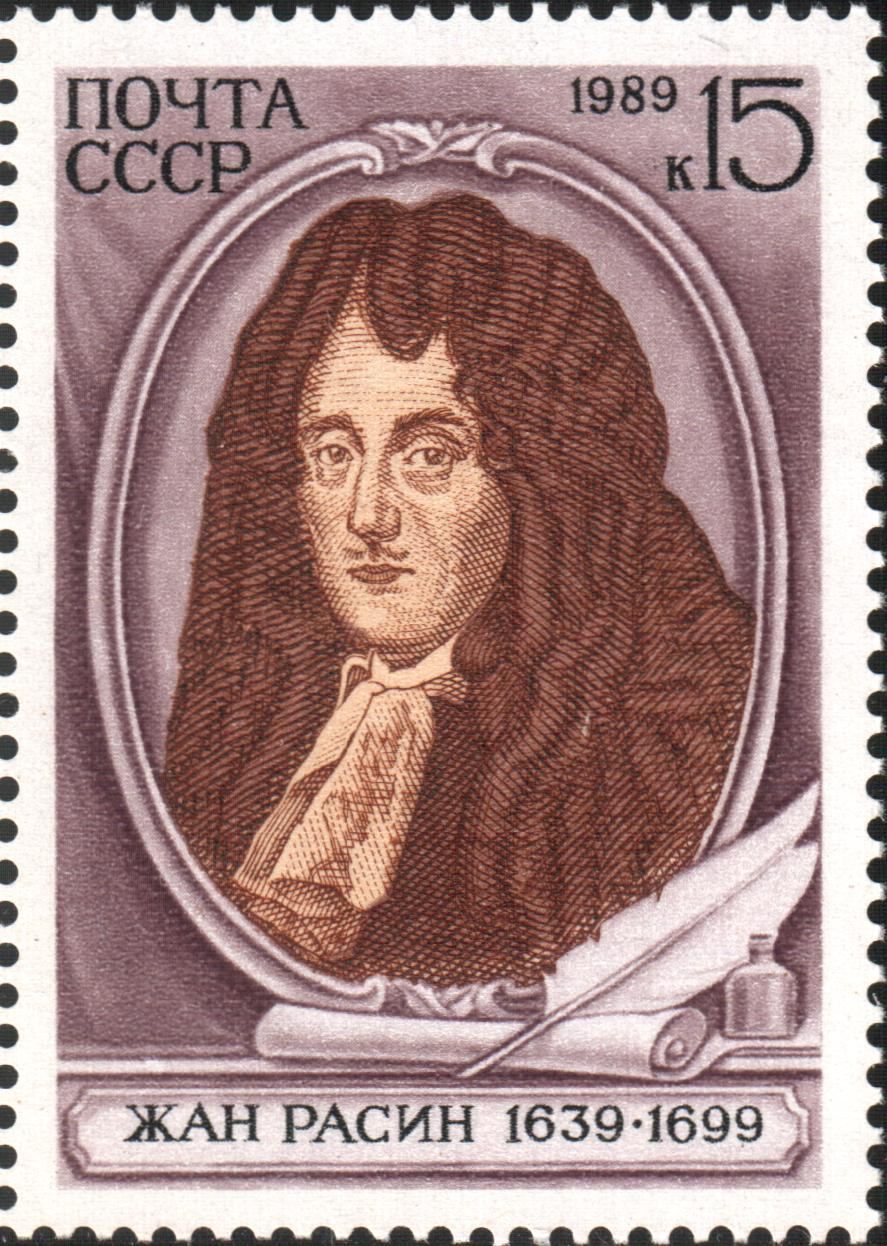
Emlékbélyeg Jean Racine születésének 350. évfordulója alkalmából, Szovjetunió, 1989